# Lampetis weddelii
Lampetis weddelii es una especie de escarabajo del género Lampetis, familia Buprestidae. Fue descrita científicamente por Lucas en 1859.